# Височиненко Семен Дмитрович
Семен Дмитрович Височиненко (14 вересня 1900, Харків — розстріляний 13 січня 1938, Перм) — партійний та комсомольський діяч, генеральний секретар ЦК ЛКСМ України. З 16 травня 1924 по 6 грудня 1925 року був кандидатом в члени Центральної Контрольної Комісії КП(б)У. З 12 грудня 1925 по 20 листопада 1927 року член ЦК КП(б)У та кандидат у члени Організаційного бюро ЦК КП(б)У.

## Біографія
Народився 14 вересня 1900 року в місті Харкові. З 1912 по 1917 працював на харківському заводі товариства «Гельферіх-Саде».
Член РСДРП(б) з 1917 року. З листопада 1917 року член Тимчасового комітету Соціалістичної спілки робітничої молоді (Харків).
У 1918 році на підпільній більшовицькій роботі (Харків). З 1919 по 1920 рік перебував у складі 3-го Луганського полку, брав участь у боях з денікінцями. З 1920 року заступник директора харківського заводу «Гельферіх-Саде», вніс пропозицію про перейменування заводу на «Серп і молот». З 1919 по 1920 роки був на політичній роботі в РСЧА. З 1920 по 1923 рік — на партійній, профспілковій роботі (Харків).
З 1924 по 1925 рік — секретар Харківського губернського комітету ЛКСМУ, а також ЦК Ленінської комуністичної спілки молоді України. З 27 березня 1925 по березень 1927 року був генеральним секретарем ЦК ЛКСМ України.
З 1927 по 1937 роки на партійній роботі в Уральській області РРФСР, 1-й секретар Мотовилихінського та Пермського міськкомів ВКП(б). 18 липня 1937 року заарештований та звинувачений в шпигунстві. 13 січня 1938 року страчений у Пермі.